# هوغو دياز
هوغو دياز (بالإسبانية: Hugo Díaz)‏ (23 فبراير 1987 بسانتياغو في تشيلي - ) هو مدرب كرة قدم ولاعب كرة قدم تشيلي في مركز الدفاع. لعب مع إيفرتون دي فينا ديل مار ونادي كوبريسال ونادي كوبريلوا ورينجرز دي تالكا.

## وصلات خارجية
- هوغو دياز على موقع قاعدة بيانات كرة القدم.إي يو (الإنجليزية)